# Moses Ndiema Kipsiro
Moses Ndiema Kipsiro (Uzbekistán, 2 de septiembre de 1986) es un atleta uzbeko nacionalizado ugandés, especializado en prueba de fondo que ha conseguido su mejor resultado en la prueba de 5000 m, en la que ha llegado a ser medallista de bronce mundial en 2007.

## Carrera deportiva
En el Mundial de Osaka 2007 ganó la medalla de bronce en los 5000 metros, con un tiempo de 13:46.75, tras el estadounidense Bernard Lagat y el keniano Eliud Kipchoge.